# The Spirit
The Spirit ist eine Comicserie von Will Eisner, die als wöchentliche Sonntagsbeilage von 1940 bis 1952 erschien, mehrfach neu herausgebracht und von Frank Miller verfilmt wurde. Die Serie zählt zu den bedeutenden Comic-Klassikern.

## Handlung
Der maskierte Hauptdarsteller The Spirit ist ein ungewöhnlicher Detektiv. Er ist der Polizist Denny Colt, der in der ersten Folge mit einer geheimnisvollen Flüssigkeit übergossen und von seinem Partner für tot gehalten wird. Die Flüssigkeit hat ihn jedoch nur vorübergehend scheintot gemacht; nach seiner Beerdigung verlässt er sein Grab und will unerkannt bleiben, um als The Spirit Verbrecher jagen zu können. Ein unterirdisches Labor auf dem Friedhof ist sein Rückzugs- und Arbeitsraum. The Spirit ist ein nicht unfehlbarer Held, der seine Abenteuer mit Hut und Straßenanzug ohne besondere Fähigkeiten bestreitet. Er kämpft mit Humor und Ironie gegen seine Feinde. Sein Erkennungsmerkmal ist eine schmale schwarze Binde vor den Augen.

## Stil
Das Motiv der Kriminalgeschichte steht bei The Spirit im Vordergrund, es finden sich in den Geschichten aber auch Elemente von Mystery und Komödie. Auch Parallelen zu Dick Tracy und Batman lassen sich in den Geschichten finden, menschliche Schicksale der Großstadt bestimmen die Handlung. Die Serie setzte sich wegen der grafischen und erzählerischen Qualität deutlich von anderen Publikationen dieser Zeit ab. Eisner war stark vom Film beeinflusst und ließ dessen Techniken in seine Comics einfließen. Er experimentierte mit zahlreichen gestalterischen Mitteln, wie dramatischen Schattenwürfen, unkonventionellen Schnitten und ungewöhnlichen Blickwinkeln.

## Veröffentlichungen
The Spirit wurde für eine 16-seitige Comicbeilage des Verlags Quality Comics Group gezeichnet, die wöchentlich den Sonntagsausgaben verschiedener Zeitungen beilag. Von Oktober 1941 bis März 1944 erschien auch ein Tagesstrip, der nach sechs Wochen (während Eisners Militärzeit) von Lou Fine, später Jack Cole übernommen wurde. Eisner beendete die Arbeit an The Spirit 1952 und schuf aufklärende Comics für verschiedene amerikanische Bundesbehörden.
Eisner war überrascht, als Denis Kitchen 1973 Interesse an einer Wiederveröffentlichung für ein erwachsenes Publikum hatte. Kitchen brachte zwei Folgen der Serie in seinem Magazin Esprit de Corps heraus. Die Veröffentlichung stoppte, als Eisner einen Vertrag mit Warren Publishing einging. Warren veröffentlichte bis 1978 16 Ausgaben der Serie, für die Eisner neue Titelblätter schuf. Die Rechte zur Wiederveröffentlichung gingen nach der Einstellung an Krupp Comic Works. In den 1980er- und 1990er-Jahren wurde die Serie nochmals neu aufgelegt und erschien auch in deutscher Übersetzung im Carlsen Verlag. Seit 2002 veröffentlicht Salleck Publications unter dem Titel Will Eisners Spirit Archive eine deutschsprachige Gesamtausgabe. Bisher sind 22 Buchausgaben und zwei Sonderbände (Die besten Geschichten [2008], und Femmes Fatales [2012]) erschienen.
2007 erschien bei DC Comics der One Shot Batman/The Spirit von Jeph Loeb, gezeichnet von Darwyn Cooke und J. Bone, aus dem eine neue Serie hervorging.
1987 wurde der Spirit erstmals verfilmt, als Fernsehfilm. Sam J. Jones spielte den The Spirit, Nana Visitor war Ellen Dolan, und Garry Walberg spielte den Commissioner Dolan. Laura Robinson war die Femme Fatal P’Gell Roxton, gegen die der Spirit im Film antritt.
Frank Miller drehte 2008 eine Verfilmung, die am 5. Februar 2009 in die deutschen Kinos kam. Gabriel Macht spielte darin den Spirit (Denny Colt) und Samuel L. Jackson den Gegner Octopus. Scarlett Johansson spielte Silken Floss, Eva Mendes war Sand Saref und Jamie King spielte die Lorelei. Johnny Simmons durfte den jungen Denny Colt mimen.